# Salvatore Meo
Salvatore Meo (* 27. August 1855 in Neapel; † 15. November 1936) war ein italienischer römisch-katholischer Geistlicher und Weihbischof in Neapel.

## Leben
Salvatore Meo studierte Philosophie und Katholische Theologie am erzbischöflichen Priesterseminar in Neapel und empfing anschließend das Sakrament der Priesterweihe für das Erzbistum Neapel. Danach war Meo zunächst als Majordomus und als persönlicher Sekretär des Erzbischofs von Neapel, Guglielmo Sanfelice d’Acquavella OSB, tätig. Später wirkte er als Sakristan der Kirche Santa Maria Regina Coeli in Neapel und als kirchlicher Assistent der Congregazione di Spirito di San Demetrio. Erzbischof Michele Zezza di Zapponeta berief ihn 1923 zum Generalvikar des Erzbistums Neapel. Daneben war Meo Domherr an der Kathedrale von Neapel. Außerdem wurde ihm der Titel Päpstlicher Geheimkämmerer verliehen.
Am 19. Februar 1926 ernannte ihn Papst Pius XI. zum Titularbischof von Methone und zum Weihbischof in Neapel. Der Erzbischof von Neapel, Alessio Kardinal Ascalesi CPPS, spendete ihm am 18. April desselben Jahres in der Kathedrale von Neapel die Bischofsweihe; Mitkonsekratoren waren der Bischof von Castellammare di Stabia, Pasquale Ragosta, und der Weihbischof in Neapel, Giuseppe d’Alessio. Als Weihbischof war Meo zudem weiterhin Generalvikar des Erzbistums Neapel.
Meo starb im November 1936 und wurde in der Kirche Santa Maria Regina Coeli in Neapel beigesetzt.

## Schriften
- Brevi memorie della vita e delle virtù di Angela Maria Paniccia. Giannini, Neapel 1917.